# Sportino Inowrocław
 Sportino Inowrocław – klub sportowy, mający swoją siedzibę w Inowrocławiu. Po sezonie 2011/2012 i spadku do II ligi, klub przekazał swoje miejsce w lidze nowo powstałemu Kujawskiemu Stowarzyszeniu Koszykówki Noteć.

## Sukcesy
- 10 miejsce w Polskiej Lidze Koszykówki – Ekstraklasa seniorów sezon 2008/2009

## Zawodnicy związani z klubem
- Krzysztof Szubarga

## Nazwy klubu
- Sportino Inowrocław S.A. (2008–2011)
- Polomarket Sportino Inowrocław (2011- )

## Sponsor tytularny
- Polomarket

## Sponsorzy
- Urząd Miasta Inowrocław
- Rembis
- Drukarnia Pozkal Inowrocław
- Solanki Uzdrowisko

## Hala
- Hala Widowiskowo-Sportowa
- Ulica: Niepodległości 2
- Pojemność: 2870 miejsc siedzących

## Nagrody i wyróżnienia
| Uczestnicy meczu gwiazd PLK - Eddie Miller (2009, 2009^) - Kyle Landry (2009) - Tomasz Kęsicki (2010) - Quinton Day (2010) Uczestnicy meczu gwiazd I ligi - Krzysztof Szubarga (2007) - Łukasz Żytko (2007, 2011) - Łukasz Wichniarz (2007) | MVP I ligi - Krzysztof Szubarga (2007) I skład I ligi - Krzysztof Szubarga (2007) Uczestnicy konkursu wsadów PLK - Eddie Miller (2009) - Quinton Day (2010) Uczestnicy konkursu rzutów za 3 punkty I ligi - Łukasz Żytko (2007) Trenerzy drużyny gwiazd podczas meczu gwiazd I ligi - Aleksander Krutikow (2010) |

^ – oznacza mecz gwiazd – Polska vs. gwiazdy PLK

## Władze klubu
Rada nadzorcza:
- Stanisław Białecki – przewodniczący
- Krzysztof Krzesiński – wiceprzewodniczący
- Ireneusz Stachowiak – członek
- Piotr Henryk Niklas – członek
- Artur Kujoth – członek

Zarząd spółki:
- Waldemar Buszkiewicz – wiceprezes p.o. prezesa
- Wiesława Pawłowska – wiceprezes

## Historyczne składy

### Sezon 2009/2010 Ekstraklasa
| Sportino Inowrocław |                        |                      |              |        |
| Pozycja             | Imię i nazwisko        | Data urodzenia       | Paszport     | Wzrost |
| SF                  | Wiaczesław Rosnowski   | 22 stycznia 1975     | Polska/ Kaz. | 197 cm |
| SF                  | Przemysław Łuszczewski | 19 marca 1980        | Polska       | 196 cm |
| PG                  | Łukasz Żytko           | 7 listopada 1981     | Polska       | 181 cm |
| PF                  | Slaviša Bogavac        | 10 kwietnia 1980     | Serbia       | 200 cm |
| C                   | Artur Robak            | 7 czerwca 1978       | Polska       | 208 cm |
| SF                  | Hubert Wierzbicki      | 3 stycznia 1991      | Polska       | 196 cm |
| SG                  | Filip Burdacki         | 26 grudnia 1989      | Polska       | 190 cm |
| PG                  | Kamil Stężewski        | 21 października 1991 | Polska       | 180 cm |
| SF                  | Mikołaj Grod           | 7 października 1989  | Polska       | 194 cm |
| PG                  | Quinton Day            | 23 września 1984     | USA          | 185 cm |
| C                   | Tomasz Kęsicki         | 7 stycznia 1986      | Polska       | 213 cm |
| PF                  | Paweł Storożyński      | 24 marca 1979        | Polska       | 202 cm |
| Trener:             | Aleksander Krutikow    |                      | Białoruś     |        |
| II trener:          |                        |                      |              |        |

Przyszli: trener Andrzej Kowalczyk, Daryl Greene, Łukasz Żytko (Polpharma Starogard Gdański), Michael Ansley (Polonia Warszawa), Grzegorz Arabas (AZS Koszalin), Przemysław Łuszczewski (AZS Koszalin), Maciej Raczyński (Górnik Wałbrzych), Anthony Anderson (B.M.C. AEK Larnacas), Slaviša Bogavac (Nis Ergonom Best), Rafał Bigus (PBG Basket Poznań), Sani Ibrahim (Spotter Leuven), Piotr Pomieciński (Bonduelle Gniewkowo), Ted Scott (West Virginia State – NCAA2)
Odeszli: trener Mariusz Karol, trener Aleksander Krutikow, Łukasz Żytko (Polpharma Starogard Gdański), Kyle Landry (BK Prostějov), Łukasz Wichniarz (Kotwica Kołobrzeg), Łukasz Obrzut (Bluegrass Stallions – ABA), Tony Lee (BK Ventspils), Dawid Witos (Znicz Jarosław), Ivars Timermanis, Eddie Miller (Polonia Warszawa), Michał Świderski, Bartosz Pochocki, David Gomez.

### Sezon 2008/2009 Ekstraklasa
- Hubert Wierzbicki (17 lat, 195 cm)
- Marcus Crenshaw (rozwiązał kontrakt 15.02.2009 r.) (22 lata, 178 cm)
- Kamil Stężewski (17 lat, 178 cm)
- Kyle Landry (22 lata, 206 cm)
- Łukasz Obrzut (26 lat, 215 cm)
- Bartosz Pochocki (18 lat, 184 cm)
- Artur Robak (30 lat, 208 cm)
- Michał Świderski (21 lat, 196 cm)
- Łukasz Żytko (27 lat, 181 cm)
- Eddie Miller (22 lata, 191 cm)
- Tony Lee (22 lata, 183 cm)
- David Gomez (22 lata, 201 cm)
- Łukasz Wichniarz (26 lat, 198 cm)
- Dawid Witos (25 lat, 190 cm)
- Ivars Timermanis (26 lat, 202 cm)

PrzyszliMarcus Crenshaw (Cal State Fullerton Titans – NCAA), Kyle Landry (Northern Arizona – NCAA), Łukasz Obrzut (Bakersfield Jam – NBDL), Eddie Miller (Fresno State – NCAA), Tony Lee (Robert Morris Colonials – NCAA), David Gomez (Tulane – NCAA), Łukasz Wichniarz (Stal Ostrów Wlkp.), Dawid Witos (Zastal Zielona Góra), Bartosz Pochocki (wychowanek), Ivans Timermanis (Eisbaren Bremerhaven)
OdeszliGrzegorz Mordzak (ŁKS Łódź), Tomasz Wojdyła (Sudety Jelenia Góra), Michał Kułyk (Sokół Łańcut), Lewis Lofton (USA), Michał Gabiński (Anwil Włocławek), Sławomir Nowak (Tarnovia Tarnowo Podgórne), Wojciech Majchrzak (???)

### Sztab
- Trener: Aleksander Krutikow
- Kierownik drużyny: Grzegorz Szydłowski
- Masażysta: Tomasz Fitaj
- Lekarz: Artur Szumlański